# Conseil européen des professions libérales

Logo du Conseil Européen des Professions Libérales

Le Conseil européen des Professions libérales (CEPLIS) est un groupe d'intérêt qui regroupe et représente les professionnels libéraux européens auprès des institutions et organes de l’Union européenne.
Installé à Bruxelles, le Conseil européen des Professions libérales est l’une des plus anciennes représentations d’intérêt au niveau européen. C’est en 1974 que le SEPLIS (Secrétariat européen des Professions libérales) fut fondé sous l’impulsion de Jean-Pierre de Crayencour, ancien fonctionnaire européen, à la suite de la fermeture de l’ancien Secrétariat des professions libérales intégré à la Commission européenne. La création de ce Secrétariat fut le fruit des initiatives des différentes Comités de liaison des Professions libérales auxquels se sont jointes par la suite les Fédérations Interprofessionnelles des Pays Membres. Ce n’est qu’à la fin des années 1990 que le nom SEPLIS change pour CEPLIS.
Aujourd’hui, le CEPLIS se compose d’une Assemblée générale qui constitue son organe souverain et se réunit au moins deux fois par an ; d’un Bureau exécutif de dix membres élu par l’Assemblée tous les trois ans ; et d’un Secrétariat général établi à Bruxelles.
L’actuel Bureau exécutif du CEPLIS est composé de Mr. Gaetano Stella (Confprofessioni), Mme. Victoria Ortega (UP), Mme. Simone Zerah en tandem avec Mr. Philippe Brochet (EUPLMG), Mr. François Blanchecotte (UNAPL), Mr. Benjamin Rizzo (MFPA), Mr. Michael Van Gompen (ECCO), Mr. Bernard Jacquemin en tandem avec Mr. Eric Thiry (UNPLIB), Mr. Jerry Carroll (IIPA), Mr. Jean-Yves Pirlot (CLGE) et Mr. Mario Gazic (ENC) .